# Ashton (Dacota do Sul)
Ashton é uma cidade localizada no estado norte-americano de Dakota do Sul, no Condado de Spink.

## Demografia
Segundo o censo norte-americano de 2000, a sua população era de 152 habitantes. 
Em 2006, foi estimada uma população de 139, um decréscimo de 13 (-8.6%).

## Geografia
De acordo com o United States Census Bureau tem uma área de 
1,1 km², dos quais 1,1 km² cobertos por terra e 0,0 km² cobertos por água. Ashton localiza-se a aproximadamente 393 m acima do nível do mar.

## Localidades na vizinhança
O diagrama seguinte representa as localidades num raio de 24 km ao redor de Ashton. 